# کادیرشا
کادیرشا (انگلیسی: Kadyrsha) یک شهرک در شهرستان زیلایرسکی استان باشقیرستان کشور روسیه است.